# Isortoq
Isortoq (v tunumiitu Isertoq) je osada v kraji Sermersooq v jihovýchodním Grónsku. V roce 2017 tu žilo 66 obyvatel.

## Počet obyvatel
Počet obyvatel Isortoqu se snížil o téměř polovinu oproti počtu obyvatel z roku 1990, a o 27% vzhledem k počtu obyvatel v roce 2000. Pokles počtu obyvatel je způsoben stěhováním se obyvatel do měst Kuummiit a Tiniteqilaaq.

## Doprava
Ve všední dny slouží obci Air Greenland jako součást vládní zakázky. Lety jsou tu z místního heliportu na letiště Nuuk a letiště Kulusuk.